# Andoharano milloti
Espèce
Andoharano milloti est une espèce d'araignées aranéomorphes de la famille des Filistatidae.

## Distribution
Cette espèce est endémique de Madagascar. Elle se rencontre dans la grotte obscure d’Andavakobe.

## Description
La femelle holotype mesure 4 mm.
La femelle décrite par Magalhaes et Grismado en 2019 mesure 4,12 mm.

## Étymologie
Cette espèce est nommée en l'honneur de Jacques Millot.

## Systématique et taxinomie
Le mâle décrit par Legendre en 1972 appartient à Andoharano rollardae.

## Publication originale
- Legendre, 1972 : Deux nouvelles araignées Filistatidae cavernicoles de Madagascar: Andoharano milloti n. sp. et Andoharano monodi n. sp. Bulletin du Muséum national d'histoire naturelle, Paris, sér. 3, vol. 13, p. 645-650.